# Svinky
Svinky (německy Swinek) jsou malá vesnice, část obce Vlastiboř v okrese Tábor v Jihočeském kraji. Leží mezi Soběslaví a Bechyní. V roce 2011 zde trvale žilo 67 obyvatel. Svinky spadají do oblasti Soběslavských Blat, pro kterou je typická architektura tzv. selského baroka. Ve Svinkách je vesnická památková zóna. Svinky jsou také název katastrálního území o rozloze 6,79 km².

## Historie
První písemná zmínka o vesnici pochází z roku 1354.

## Přírodní poměry
Do katastrálního území zasahuje severozápadně od vesnice přírodní památka Kutiny.

## Obyvatelstvo
| Rok            | 1869 | 1880 | 1890 | 1900 | 1910 | 1921 | 1930 | 1950 | 1961 | 1970 | 1980 | 1991 | 2001 | 2011 | 2021 |
| -------------- | ---- | ---- | ---- | ---- | ---- | ---- | ---- | ---- | ---- | ---- | ---- | ---- | ---- | ---- | ---- |
| Počet obyvatel | 185  | 206  | 210  | 213  | 207  | 213  | 191  | 140  | 140  | 115  | 100  | 75   | 69   | 67   | 60   |
| Počet domů     | 23   | 29   | 34   | 35   | 35   | 35   | 38   | 39   | 39   | 35   | 30   | 38   | 38   | 39   | 40   |

## Obecní správa
Při sčítání lidu v letech 1850–1959 Svinky byly samostatnou obcí, se kterým patřily nejprve do okresu Milevsko, ale v roce 1950 v okrese Soběslav. Od roku 1960 jsou částí obce Vlastiboř v okrese Tábor.

## Pamětihodnosti
- Ve Svinkách se nachází v tomto regionu zcela ojedinělá stavba a to návesní kaplička, která dříve zároveň sloužila jako kovárna. Z jedné strany vypadá jako každá jiná kaplička, z druhé strany je klenutý otevřený prostor, který dříve sloužil pro kování koní. Prostor uvnitř dříve sloužil jako dílna s kovadlinou a výhní.
- Dřevěná stodola na kraji vesnice směrem Bechyně
- Usedlost čp. 1 z roku 1795
- Usedlost čp. 3 má pro zdejší region netypickou dvoupatrovou sýpku. Ta však nemá čelní stěnu otočenou do vesnice, nýbrž do dvora.
- Usedlost čp. 11, 17 a 26

## Fotogalerie

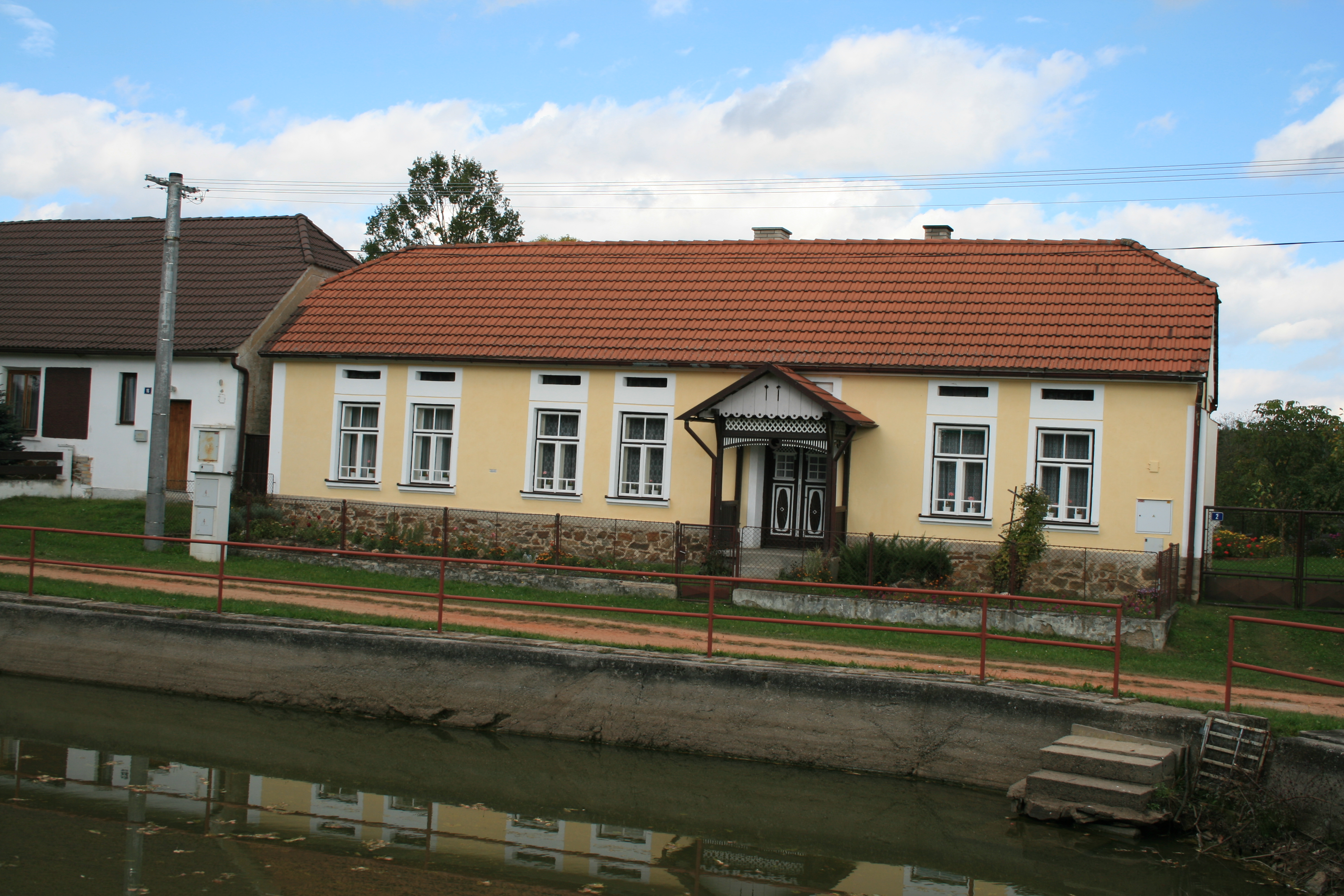
Čp. 2
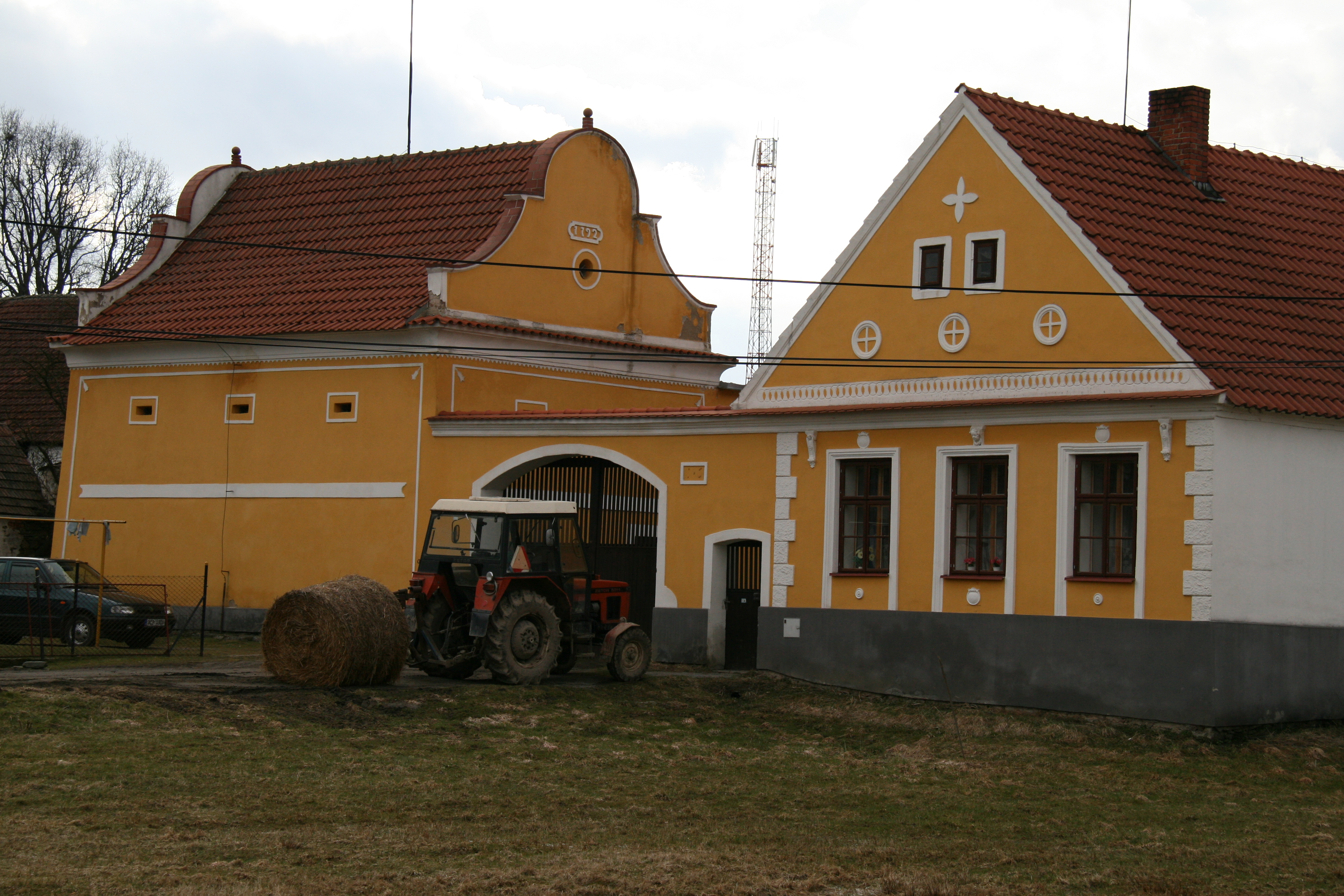
Čp. 3
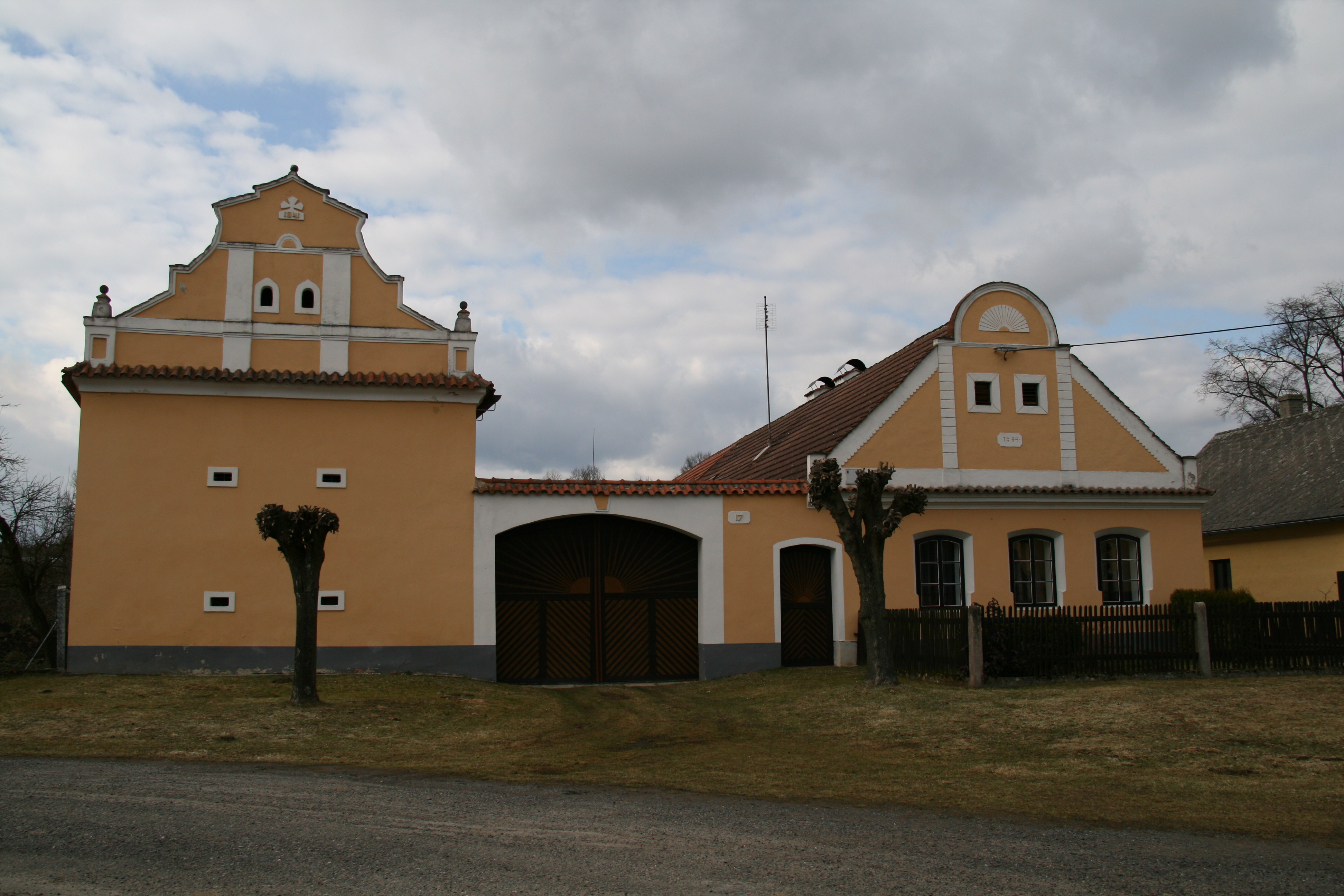
Čp. 17
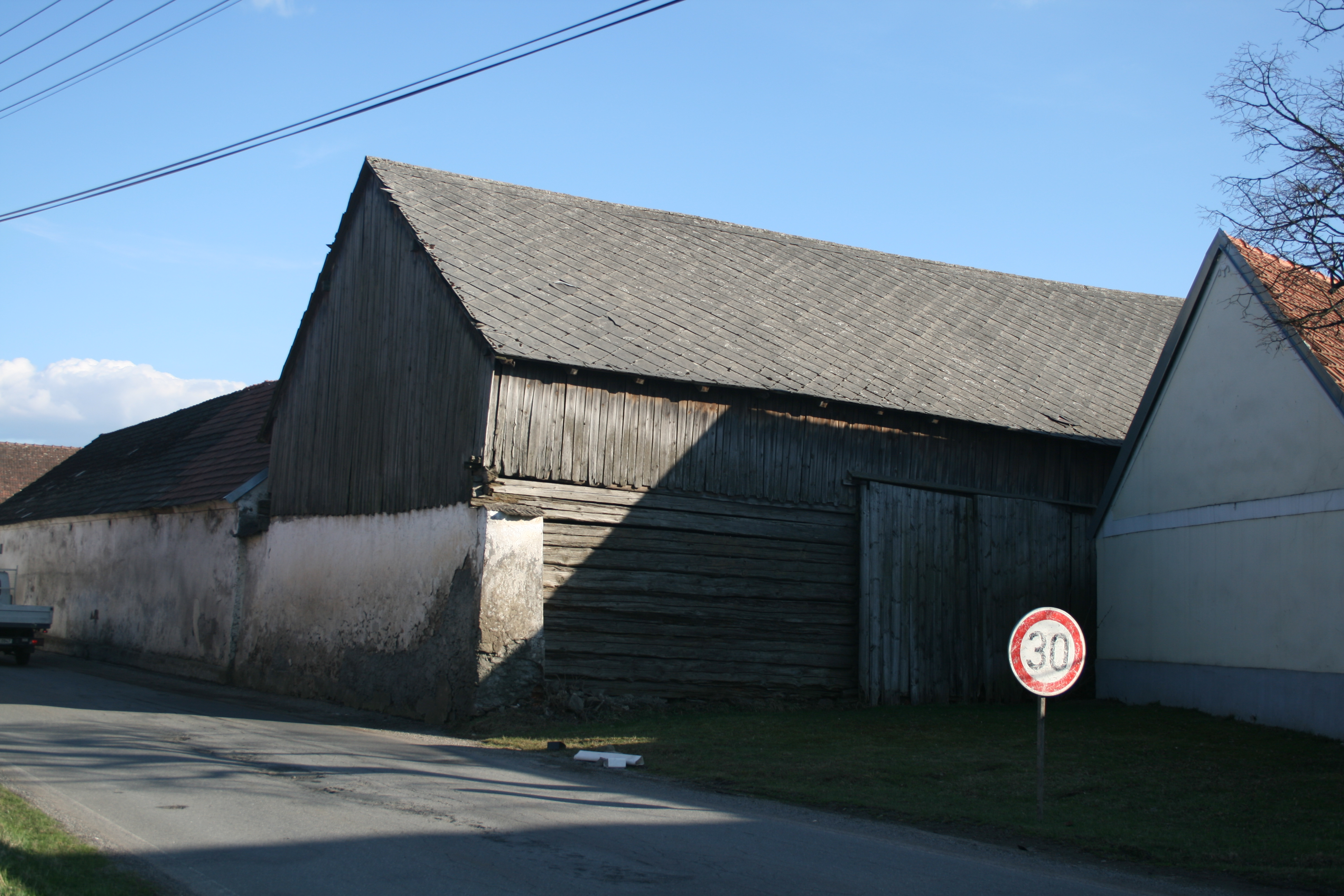
Dřevěná stodola